# Autorreforma sindical
Se denomina autoreforma sindical al conjunto de procesos de renovación y cambio en el movimiento sindical, con el objetivo de adecuar las estructuras organizativas, funciones y discursos a los nuevos escenarios económicos y sociales.

## Definiciones
La Confederación Sindical de Trabajadores y Trabajadoras de las Américas (CSA) define la autoreforma sindical como:
"El proceso de Autoreforma pretende generar una mayor fortaleza organizacional, representación y representatividad, legitimidad e influencia a todos los niveles donde se definen y deciden aspectos que involucran derechos y condiciones de trabajo, empleo y vida, particularmente en los ámbitos de la contratación colectiva de los
trabajadores y trabajadoras de cualquier condición y relación laboral. 
El proceso de Autoreforma considera el contexto de cada realidad y las decisiones autónomas de cada organización sindical."
En sentido estricto, la autoreforma sindical es un proceso de cambio institucional que comprende tres ámbitos específicos de la estructura sindical:
1. Los mecanismos de afiliación.
2. Los mecanismos de gestión interna.
3. Los procedimientos de representación y defensa de intereses.

## Causas de la autoreforma sindical
Los cambios en la organización del trabajo a partir del colapso del modelo fordista, originados en el impacto de las nuevas tecnologías han significado la definición de un nuevo mapa social de los trabajadores. El perfil del trabajador fordista esta en retroceso. En la actualidad no existe un único ejército industrial sino una clase obrera subdividida en múltiples capas y estamentos según especializaciones, ingresos, patrones de consumo y marcos legales. Muchas veces los intereses de un sector se confrontan con los de otro grupo de trabajadores, en un mismo país o fuera de sus fronteras.
En este escenario, las relaciones laborales, diseñadas en el marco de la guerra fría y el Estado Benefactor se ha visto claramente alterado. La desregulación laboral y el consecuente debilitamiento del Estado como árbitro del conflicto social ha significado que un porcentaje cada vez mayor de trabajadores se encuentre en una situación de precariedad y desprotección jurídica. Las nuevas modalidades de contratación utilizando intermediarios debilitan el vínculo contractual y ocultan la responsabilidad del empleador en las condiciones de trabajo.
El cambio en la estructura del aparato productivo y el modelo de relaciones laborales ha permitido y alentado el crecimiento del número de trabajadores fuera del ámbito de protección sindical. Se ha configurado así un nuevo escenario que descoloca el tradicional rol de los sindicatos en la vida social.
De esta manera, la estructura sindical tradicional deviene en obsoleta. Las tasas de sindicalización descienden continuamente y son especialmente bajas entre grupos sociales importantes como mujeres y jóvenes. Esto implica un cambio en la representación y representatividad del sindicalismo en la sociedad.
El movimiento sindical reconoce a partir de los años 90 el impacto de estos cambios y se inicia una discusión alrededor de las alternativas necesarias para recolocar al sindicato en la sociedad. 
Es a partir del año 2000 que la idea de una autoreforma sindical va tomando cuerpo en las organizaciones de trabajadores. 
Una de las regiones donde estos procesos van a iniciarse es América Latina. En el año 2003, la Confederación General de Trabajadores del Perú forma una "Comisión Sindical Nacional de Reestructuración Organizativa" cuyo objetivo era diseñar una nueva estructura sindical que responda a los cambios económicos y sociales que había enfrentado el Perú en los años 1990. Procesos similares se van a registrar en la Central Unitaria de Trabajadores de Colombia, la Central de Trabajadores de Argentina, Central Única de Trabajadores de Brasil entre otras confederaciones sindicales.